# たそがれラブコール
「たそがれラブコール」は、小柳ルミ子の34枚目のシングルである。1981年8月25日にSMS Recordsから発売された。

## 概要
表題曲で同年の大晦日に放送された第32回NHK紅白歌合戦に出場した。
この歳、八重歯を抜いた。

## 収録曲
1. たそがれラブコール（3分56秒）
作詞：阿久悠、作・編曲：川口真
2. あなたへ（4分20秒）
作詞：阿久悠、作曲：川口真、編曲：船山基紀